# Râul Pietroasa, Pârâul Țiganului
Râul Pietroasa este un curs de apă, un afluent de stânga al Pârâului Țiganului din județul Satu Mare, România. 

## Hărți
- Harta județului Satu Mare